# Heckler & Koch AG36
El AG36 es un lanzagranadas acoplado monotiro de 40 mm para el fusil de asalto Heckler & Koch G36 y  sus variantes (G36K, G36V, ...), diseñado por la empresa armera alemana Heckler & Koch. En un principio apareció como el candidato de Heckler & Koch para la serie de pruebas de Lanzagranadas Mejorados del Ejército de Estados Unidos. para los fusiles de asalto XM8 y FN SCAR. Su nombre puede ser confuso para algunos; la "A" no es una adición al nombre de "G36", que es la abreviación de "Gewehr Model 36", y su nombre se acorta del alemán Anbaugranatwerfer, de significado literal "lanzagranadas sujeto", mientras que el "36" proviene del arma para la que fue diseñada para mejorar, el G36.

## Detalles de diseño

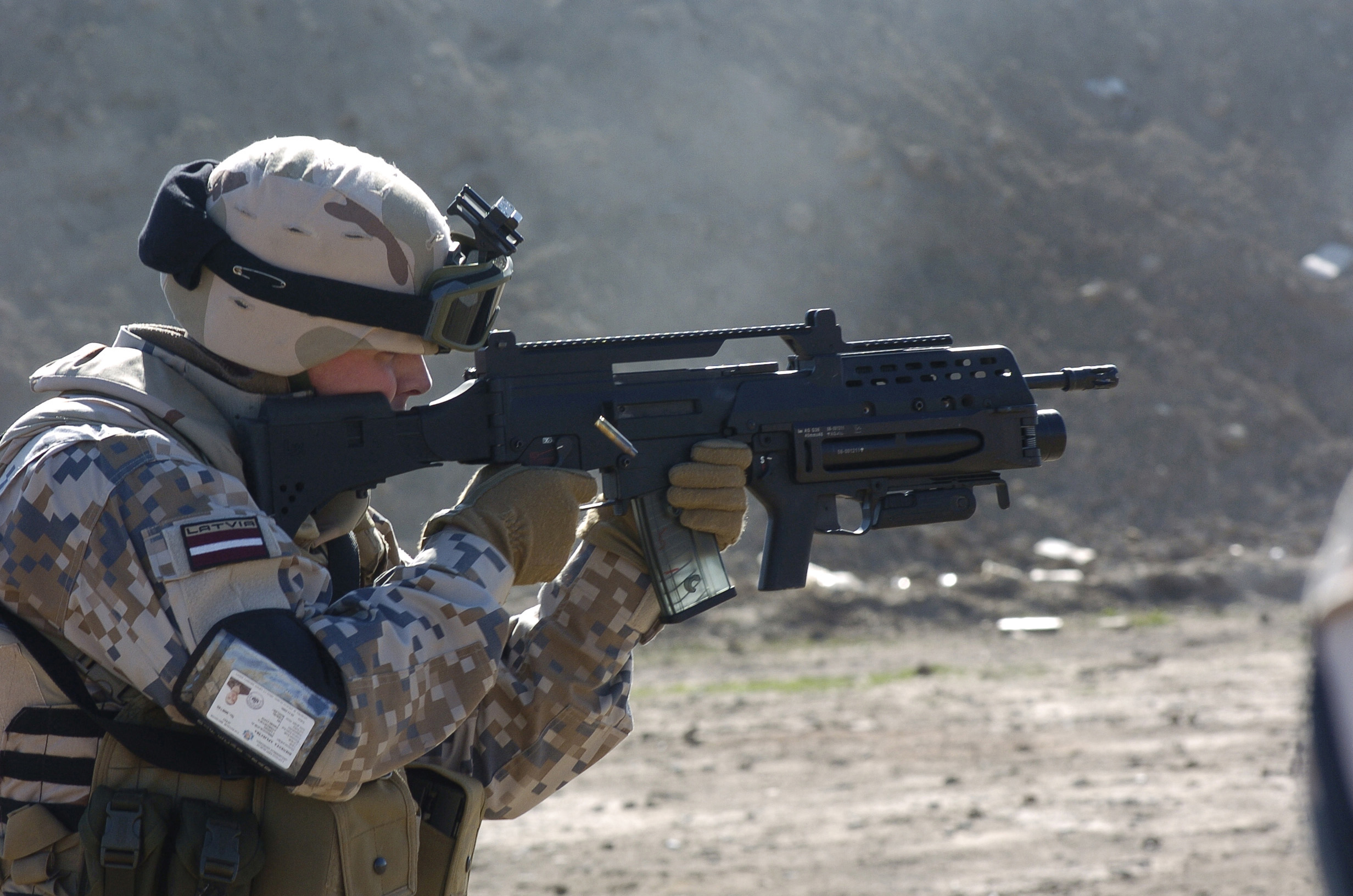
Soldado letón disparando un fusil G36KV con lanzagranadas AG36.

Como en la mayoría de los sistemas de armas modernas incluidas en la serie de G36, el uso extendido de polímeros y aluminios de alta resistencia en el lanzagranadas AG36 contribuye a su poco peso y durabilidad. Es capaz de disparar la mayor parte de las granadas 40 x 46, incluyendo los cartuchos de plástico de entrenamiento, proyectiles de goma flexible embolsados, granadas de gas CS y de gas OC (aerosol de pimienta, el mismo producto usado en sprays de pimienta), fósforo blanco y alto poder explosivo. Cuando es instalado, el AG36 no afecta la precisión del fusil ni su funcionamiento. Queda decir que lleva instalados rieles de 20 mm y que se puede utilizar de manera independiente si se le instala la mira desmontable. El AG36 forma parte del programa Soldado de Infantería del Futuro de Alemania.
El AG36 es un lanzagranadas monotiro con cañón basculante y al contrario del M230, su contraparte estadounidense, el cañón del AG36 bascula lateralmente para su recarga, permitiéndole emplear proyectiles más largos cuando es necesario, como por ejemplo proyectiles de goma o bengalas. Cuando se abre, su recámara se encuentra en el lado izquierdo. Para instalarlo, se le retira el guardamanos al fusil y este es reemplazado por el AG36. El arma tiene un conjunto de gatillo con una palanca que es su seguro y un pistolete para facilitar su empleo. Para apuntarlo se utilizan alzas estándar tipo escalera, que están ubicadas en el lado izquierdo del armazón del lanzagranadas y se mantienen plegadas cuando no son utilizadas.
Debido a su diseño modular, el lanzagranas puede adaptarse rápidamente a otros fusiles, tales como el M16 y los Diemaco C7 y C8. 

## Usuarios

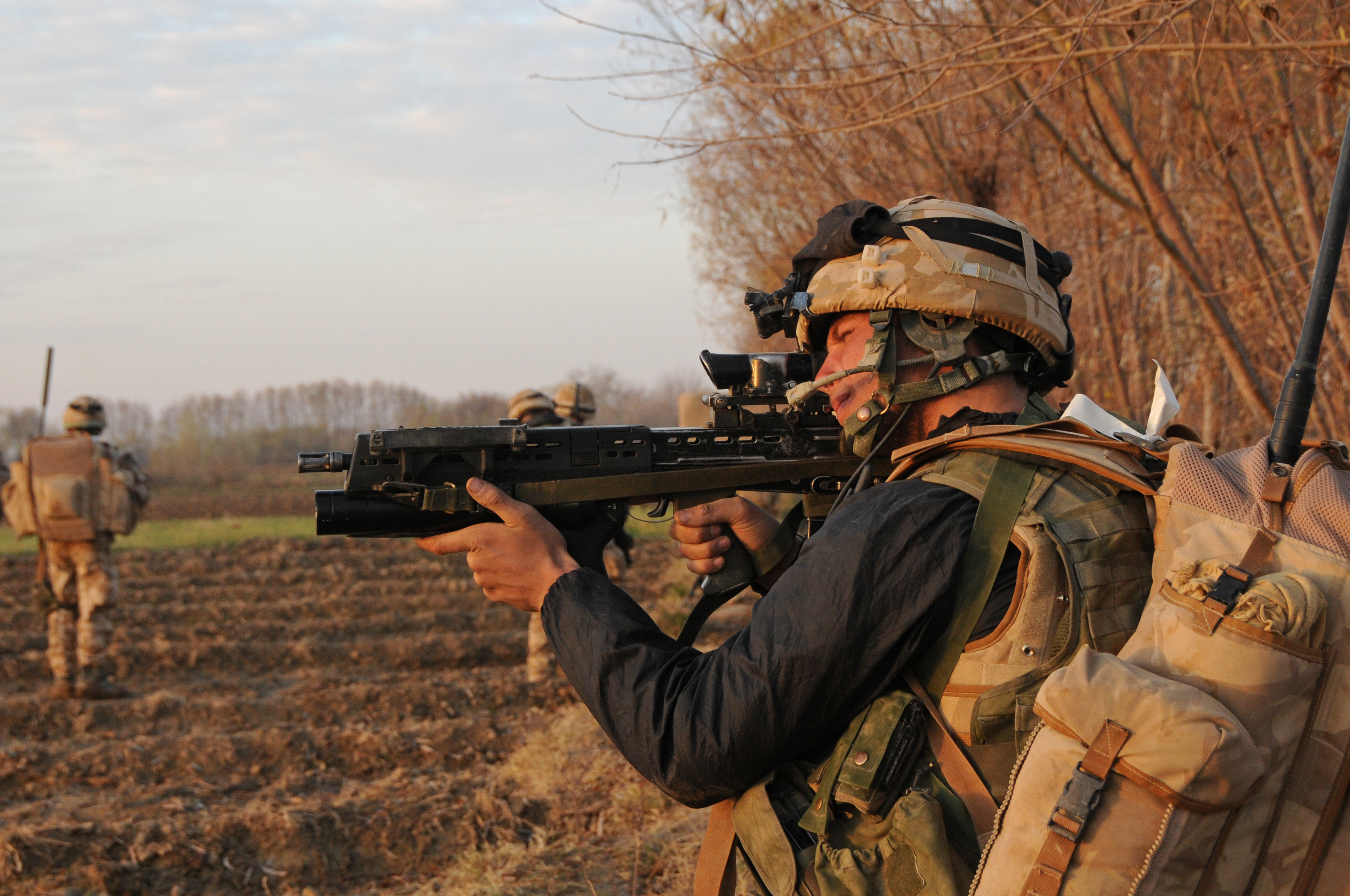
Soldado británico armado con un fusil SA80 con AG36.

- Alemania: Está reemplazando al Heckler & Koch HK69A1.[1]
- España[2]
- Francia[3]
- Letonia[2]
- Lituania[4][5]
- Malasia[6]
- Países Bajos[2]
- Portugal:[7]
- Turquía[8][9]

### Desarrollos relacionados
- Lanzagranadas M320

### Armas similares
- Estados Unidos Lanzagranadas M203
- URSS GP-25

### Listas relacionadas
- Anexo:Materiales del Ejército de Tierra de España
- Anexo:Materiales de la Infantería de Marina Española